# Batalla del Orontes
La Batalla del Orontes, también conocida como batalla de los vados del río Orontes tuvo lugar el 15 de septiembre de 994 entre el Imperio bizantino y sus aliados  hamdaníes comandados por Michel Bourtzès contra las fuerzas del Califato fatimí de Damasco bajo las órdenes del general turco Manjutakin. La batalla terminó con una victoria fatimí.

## Antecedentes
En el decenio de 990, el Imperio bizantino y los fatimíes participaron en una guerra en Siria, en la que también participó el estado vasallo bizantino de Alepo, controlado por la dinastía hamdánida. En 993/994, el gobernador fatimí de Damasco, el general turco Manjutakin, sitió  Apamea, y Bourtzes, el dux bizantino de Antioquía, salió a relevar la ciudad.

## Batalla
Los dos ejércitos se reunieron a través de dos vados en el río Orontes cerca de Apamea el 15 de septiembre de 994. Manjutakin envió sus fuerzas para atacar a los aliados bizantinos de los Hamdanidas a través de un vado mientras que la fuerza principal bizantina se encontraba en el otro con sus unidades turcas y mercenarias. Sus hombres lograron romper los Hamdanidas, se dieron la vuelta y atacaron a la fuerza bizantina en la retaguardia. El ejército bizantino entró en pánico y huyó, perdiendo unos 5000 hombres en el proceso.

## Consecuencias
Poco después de la batalla, el califato fatimí tomó el control de Siria, quitando a los hamdaníes el poder que habían tenido desde el 890. Manjutakin siguió capturando a Azaz y continuó su asedio a Alepo.
Esta derrota llevó a la intervención directa del emperador bizantino Basilio II en una campaña relámpago al año siguiente, y a la destitución de Bourtzes de su cargo y su reemplazo por Damian Dalassenos.